# Vazante
Vazante – miasto i gmina w Brazylii, w stanie Minas Gerais.